# 요리 프로그램

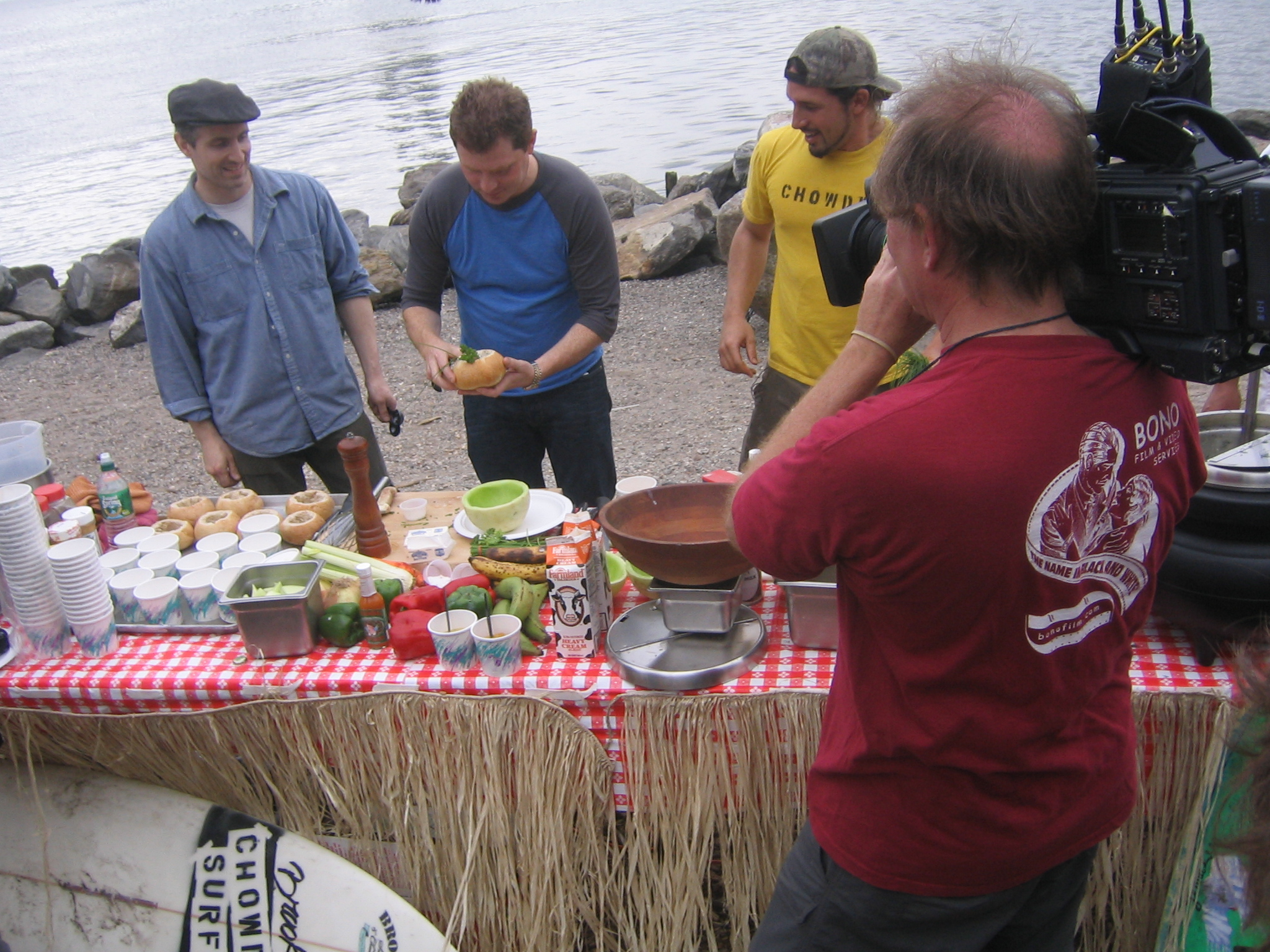

요리 프로그램(料理Program) 또는 쿠킹쇼(Cooking Show)은 요리를 소재로 지식 전달을 위해, 매체에 관한 장르별 편성하는 프로그램이다.

## 개요
주로 출연자가 요리를 만드는 것을 소재로 한다. 현재 방송되는 요리 프로그램은 대체로 다음과 같은 종류로 구별할 수 있다.
- 전문 요리사가 요리를 만드는 방법을 설명하는 데 중점을 둔 프로그램.
- 전문 요리사가 최상의 요리를 만들어 심사위원이 점수와 우열을 가리는 프로그램.
- 방송인, 배우, 가수 등의 연예인이나 일반인이 일종의 요리 미션을 하는 프로그램.
- 주로 연예인이 요리를 제공하는 매장, 레스토랑 등을 방문하고 거기서 요리를 맛보고 소개하는 프로그램.

일반적으로 제1유형의 프로그램은 정보 프로그램으로 분류되며, 그 외의 프로그램은 대부분 버라이어티 프로그램으로 간주된다. 아울러, 어린이를 주요 대상으로 하는 요리 프로그램의 경우에는 교육 프로그램으로 판단될 수 있다.
인기 요리 프로그램의 경우 레시피를 한 곳에 모아 요리 서적을 출판할 수 있다.

## 역사
과거에는 요리 전문 프로그램이 등장하면서 주부층을 중심으로 큰 호응을 얻었다. 그러나 1990년대에 접어들면서 이러한 프로그램은 점차 쇠퇴기에 접어들었으며, 2000년대 이후에는 버라이어티와 서바이벌 형식이 도입되어 다양한 콘텐츠가 대중적으로 보급되기 시작했다.

### 대한민국
- 《최고의 요리비결》 (EBS, 2000년 ~ )
- 《오늘의 요리》(MBC, 1981 ~ 1994년)
- 《가정요리》(KBS1, 1981 ~ 1994년)
- 《공개방송 요리》(KBS2, 1985년)
- 《요리는 즐거워》(KBS2, 1988~1990년)
- 《삐삐 요리방》(KBS2, 1998~2000년)
- 《냉장고를 열어라》(KBS2, 2001년)
- 《남편의 요리사》(SBS, 1991 ~ 1994년)

### 일본
- 《오늘의 요리》 (NHK, 1957년 ~ )
- 《큐피 3분 쿠킹》 (CBC 텔레비전 1962년 ~ ) (니혼 TV 방송망 1963년 ~ )

## 같이 보기
- 요리